# Брчели
Брчели је назив за крај у Црмници, на северозападном рубу Скадарског језера. Опкољен је брдима, а у унутрашњости има више брдашца (брчелица) по којима је добио име. Чине га четири села: Горњи Брчели, Доњи Брчели, Томићи и Бријеге.
Помиње се 1326. у повељи Стефана Дечанског, а Томићи названи по братству 1482. у повељи Ивана Црнојевића. Близу Бријега је откривен депо амфора, вероватно из римског доба. 
У доба Немањића овде је подигнут манастир Светог Николе, који је дуго био зборно место Црмнице. У Брчелима је боравио, 1419—1420. године, Балша Трећи Балшић, а једну од две очуване цркве (у „доњем манастиру“) подгла је по предању његова мајка Јелена (кћи кнеза Лазара и супруга Ђурђа Другог (Страцимировића) Балшића). Другу цркву (у „горњем манастиру“) подигао је владика Данило Петровић. У Брчелим ја једно време живио Шћепан Мали и ту је сахрањен. У почетку владавине Петра II овде је отворена основна школа, вероватно прва у Црној Гори (1832). 
Главна занимања становништа су земљорадња и сточарство. Куће су камене, једноспратне и двоспратне. У новије време иселило се много становника. У попису 1971 било је 113 домаћинстава са 325 станоовника, а 2003.(последњи попис) 48 домаћинстава, 103 становника.

## Познати Брчељани
- Јован Томашевић
- Јован Јовановић
- Владимир Роловић
- Мило Бошковић
- Бранко Ђоновић
- Владо Поповић
- Петар Бошковић